# ماريا بابوديفا
ماريا بابوديفا مواليد 26 يونيو 1977، هي لاعبة كرة يد مقدونية تلعب كجناح أيمن. مثلت منتخب مقدونيا لكرة اليد للسيدات.

## سجل المنافسة
شاركت في البطولات التالية:
- بطولة أوروبا لكرة اليد للسيدات 2012